# Эль-Каддури, Бадр
Бадр Эль-Каддури (араб. بدر القدوري‎; 31 января 1981, Касабланка, Марокко) — марокканский футболист, защитник. Выступал за национальную сборную Марокко.

## Биография
Воспитанник клуба «Видад» из города Касабланка. После играл на профессиональном уровне за «Видад».
Летом 2002 года перешёл в киевское «Динамо». В чемпионате Украины дебютировал 17 августа 2002 года в домашнем матче против луцкой «Волыни» (3:1). В марте 2010 года продлил контракт с «Динамо» до июня 2013 года. 31 января 2013 года стало известно о расторжении контракта между «Динамо» (Киев) и Эль-Каддури.
В национальной сборной Марокко Эль-Каддури начал играть в 2002 году. Он принял участие в четырёх Кубках африканских наций — 2002, 2006, 2008 и 2012. В 2004 году играл на Олимпийских играх в Греции.
Его мать работала секретарем, у отца — агентство транзитных перевозок. Бадр женат, имеет дочь Галью.
В августе 2017 года Эль-Каддури был приглашен в тренерский штаб Сергея Реброва в саудовском клубе «Аль-Ахли» в качестве помощника тренера и переводчика.

## Достижения
- Чемпион Украины (4): 2002/03, 2003/04, 2006/07, 2008/09
- Серебряный призёр чемпионата Украины (3): 2004/05, 2005/06, 2007/08
- Обладатель Кубка Украины (4): 2002/03, 2004/05, 2005/06, 2006/07
- Финалист Кубка Украины (1): 2007/08
- Обладатель Суперкубка Украины (4): 2006, 2007, 2009, 2011